# Droit international de la protection des biens culturels en cas de conflit armé
Le droit international de la protection des biens culturels en cas de conflit armé est une branche du droit international humanitaire visant à préserver les biens culturels des destructions dus aux guerres. Apparu véritablement au XIXe siècle, la volonté de protéger le patrimoine s'est affirmée au cours du XXe siècle à travers des traités internationaux comme le Pacte Roerich ou la Convention de la Haye de 1954. Le droit de la protection des biens culturels a également été renforcé en 1999 par le Protocole additionnel à la Convention de 1954 et par le droit international humanitaire coutumier.

## Historique

### Une notion longue à éclore

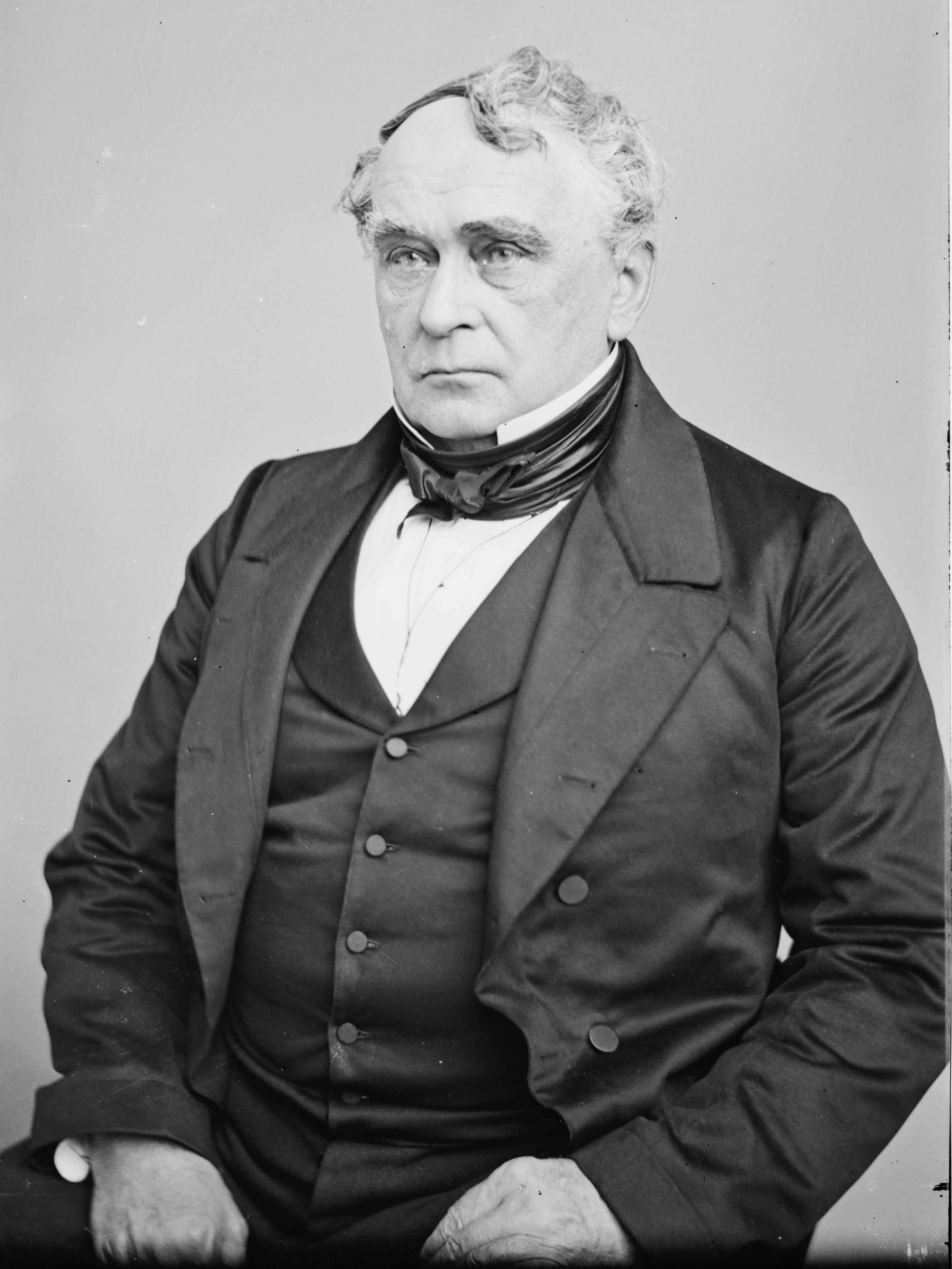
Francis Lieber, l'auteur du Lieber Code.

La volonté de préserver certains biens et certains bâtiments des dégâts collatéraux des conflits remonte à l'Antiquité. Déjà au IIe siècle av. J.-C., l'historien grec Polybe expliquait que « les lois et le droit de la guerre contraignent à détériorer et détruire les forteresses, les forts, les villes, les hommes, les navires, les ressources et toutes autres choses semblables appartenant à l'ennemi pour affaiblir ses forces, tout en accroissant les siennes. Mais si on peut en tirer aucun avantage […] personne ne peut nier que s'abandonner à la destruction inutile de temples, statues et autres choses sacrées est une action de fou ». Cependant, si d'autres auteurs ont eux aussi protesté contre les dégâts occasionnés par la guerre, c'était surtout pour défendre les édifices religieux, que l'on devait non pas protéger pour leur valeur culturelle ou patrimoniale mais parce qu'ils relevaient du domaine du sacré. La même logique est à l'œuvre à l'époque médiévale, comme lors du Concile de Charroux qui a accordé la protection aux églises.
La Renaissance puis le XVIIe siècle, au contraire, voient la naissance de l'idée d'une protection accordée aux biens culturels pour leur valeur intrinsèque et non plus seulement pour leur caractère religieux. Pourtant, même le pionnier du droit international public, Hugo Grotius, rejetait cette notion et affirmait qu'il « est permis à un ennemi public de nuire à son ennemi et dans sa personne et dans ses biens ». Grotius continuait en expliquant que « selon le droit des gens […] tout individu dans une guerre solennelle devient, sans limite ni mesure, propriétaire des choses qu'il a enlevées à l'ennemi ». C'est néanmoins peu après la publication de son ouvrage, qu’apparaîtront les premières limites à la destruction et au pillage. Effectivement, le Traité de Westphalie signé en 1648 afin de mettre un terme à la guerre de Trente Ans a imposé des modalités de restitution des archives ou des œuvres d'un État, qui auraient été confisquées lors d'un conflit. Cette première initiative a fait florès auprès des nations européennes puisqu'on retrouve, par exemple, ces clauses dans le traité d'Oliva conclu en 1662 entre la Suède et la Pologne ou encore dans le traité de Whitehall. Mais encore une fois, ces mesures ne sont toujours pas la défense de « biens culturels », car les objets protégés (bibliothèques, archives, œuvres appartenant à l’État victime) sont vus comme des éléments constituant de la souveraineté nationale, qui est, elle, à préserver.
L'année 1863, en pleine guerre de Sécession, voit se produire un tournant dans la réglementation du droit de la guerre, avec l'adoption par l'Union des Instructions pour le comportement des armées des États-Unis d’Amérique en campagne, que l'on appelle communément le Lieber Code. Ce règlement militaire, qui avait pour objectif de codifier le comportement des soldats de l'Union, prévoyait également dans article 35 que « les œuvres d'art classiques, bibliothèques, collections scientifiques ou instruments de prix tels que télescopes astronomiques ainsi que les hôpitaux doivent être protégés contre toute atteinte pouvant être évitée, même quand ils se trouvent dans des places fortifiées, assiégées ou bombardées ».
Dans le même ordre d'idées, la Déclaration de Bruxelles de 1874 qui visait à codifier les lois de la guerre et dont le texte devait originellement se voir transformer en traité international avant que certaines nations refusent de ratifier ce dernier, expliquait dans son article 8 que « les biens des communes, ceux des établissements consacrés aux cultes, à la charité et à l'instruction, aux arts et aux sciences, même appartenant à l’État, seront traités comme la propriété privée. Toute saisie, destruction ou dégradation intentionnelle de semblables établissements, de monuments historiques, d’œuvres d'art ou de science, doit être poursuivie par les autorités compétentes ».

### Les Conférences de la Haye (1899 et 1907)
Basées notamment sur la Déclaration de Bruxelles et sur le Manuel d'Oxford concernant les lois de la guerre sur terre (qui était lui-même inspiré de la Déclaration) les conférences internationales de la Haye de 1899 et de 1907 vont également considérablement développer le droit de la protection des biens culturels,. Mais ce sont surtout la Convention IV (particulièrement son Règlement concernant les lois et coutumes de la guerre sur terre) et la Convention IX adoptées en 1907 à La Haye qui vont mettre l'accent sur la préservation du patrimoine culturel dans les conflits armés.
Ainsi, l'article 27 du Règlement annexé à la Convention IV prévoit que « dans les sièges et bombardements, toutes les mesures nécessaires doivent être prises pour épargner, autant que possible, les édifices consacrés aux cultes, aux arts, aux sciences et à la bienfaisance, les monuments historiques, les hôpitaux et les lieux de rassemblement de malades et de blessés, à condition qu'ils ne soient pas employés en même temps à un but militaire » tandis que l'article 56, qui concerne les territoires occupés par une force ennemie, affirme que « les biens des communes, ceux des établissements consacrés aux cultes, à la charité et à l'instruction, aux arts et aux sciences, même appartenant à l'État, seront traités comme la propriété privée. Toute saisie, destruction ou dégradation intentionnelle de semblables établissements, de monuments historiques, d'œuvres d'art et de science, est interdite et doit être poursuivie ». Bien qu'ils visent tous deux à protéger le patrimoine culturel, ces deux articles sont sensiblement différents étant donné que l'article 27 comporte une clause de nécessité militaire, formulée par l'expression « autant que possible », une réserve absente de l'article 56, qui n'accepte aucune exception à la protection des biens culturels. Il y a également une autre nuance qui concerne les biens protégés par le Règlement : alors que l'article 27 ne touche que le patrimoine immobilier, l'article 56, lui, recouvre aussi les objets mobiliers.
Quant à la Convention IX concernant le bombardement par les forces navales en temps de guerre, elle envisage dans son article 5 qu'en cas de « bombardement par des forces navales, toutes les mesures nécessaires doivent être prises par le commandant pour épargner, autant que possible, les édifices consacrés aux cultes, aux arts, aux sciences et à la bienfaisance, les monuments historiques, les hôpitaux et les lieux de rassemblement de malades ou de blessés, à condition qu'ils ne soient pas employés en même temps à un but militaire ». L'article 5 est, lui aussi, restreint par une clause de nécessité militaire exprimée dans les mêmes termes que pour l'article 27 du Règlement : « autant que possible ».
La protection accordée aux biens culturels par les Conventions de la Haye de 1907 repose en fait sur la différence entre lieux employés à des fins militaires et édifices non défendues, qui ne devraient donc pas être la cible des belligérants. L'aspect culturel ou artistique des biens protégés n'est donc pas forcément la motivation première des Conventions de la Haye de 1907.

### Pacte Roerich

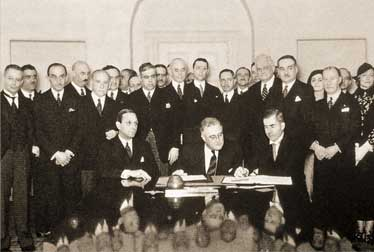
Signature du Pacte Roerich à la Maison-Blanche en 1935. Le président des Etats-Unis, Franklin Delano Roosevelt, est au centre de la photographie.

Le Pacte Roerich de 1935 (parfois aussi appelé Traité de Washington) est parti d'une idée du peintre russe Nicholas Roerich qui a pu se concrétiser grâce à l'aide du juriste Georges Chklaver et au soutien de la Société des Nations. Le traité de Washington est en fait le premier traité international à se consacrer uniquement au problème de la protection des biens culturels en temps de paix et en temps de guerre. Son influence a été limité par le fait que le Pacte Roerich était restreint aux pays du continent américain même si ce dernier a tout de même été signé par onze pays et ratifié par dix entre 1935 et 1937. La forme finale de la Convention mise au point par l'Union panaméricaine (l'actuelle Organisation des États américains, qui est aussi le dépositaire du traité) apporte un certain nombre de nouveautés qui transparaissent dans ses huit articles. Le préambule du traité affirme ainsi vouloir protéger les biens culturels parce qu'ils « constituent le patrimoine de la culture des peuples », ce qui contraste avec les textes précédents qui voulaient sauvegarder les biens mis en danger parce qu'ils n'étaient pas défendus ou parce qu'ils étaient une extension de la souveraineté nationale.
L'article premier du Pacte Roerich affirme ainsi que les biens culturels immeubles que sont les « monuments historiques, les musées, les institutions dédiées aux sciences, aux arts, à l'éducation, et à la culture seront considérés comme neutres » et seront protégés. Les mêmes dispositions sont accordées aux personnels faisant partie de ces institutions et aux biens meubles abrités dans les bâtiments mentionnés dans l'article 1. Le Pacte Roerich ne comporte pas de réserve de nécessité militaire, ce qui interdit aux belligérants de s'attaquer ou de prendre possession des biens culturels même si les opérations militaires sembleraient le nécessiter.

## Le droit de la protection des biens culturels en vigueur

### La Convention de La Haye de 1954

#### Histoire de la Convention de La Haye de 1954
La Convention pour la protection des biens culturels en cas de conflit armé de 1954 est née du traumatisme de la Seconde Guerre mondiale, une guerre marquée par les grandes campagnes de bombardements, par le pillage et le trafic des œuvres d'art et durant laquelle les seules dispositions pouvant être appliquées par les belligérants, celle issues des Conventions de 1907, n'ont pas été mises en place. Le traité de La Haye a aussi été fortement influencé par tous les travaux juridiques précédents : comme l'indique son préambule, il a été guidé « par les principes concernant la protection des biens culturels en cas de conflit armé établis dans les Conventions de La Haye de 1899 et de 1907 et dans le Pacte de Washington du 15 avril 1935 ». Dans le même ordre d'idées, la Convention de 1954 doit être mise en résonance avec les vastes travaux engagés dans les mêmes années afin de lutter contre les conséquences de la guerre, et dont la Convention de 1954 n'est qu'un avatar au même titre que la Déclaration universelle des droits de l'homme ou que les Conventions de Genève de 1949.
C'est donc en 1949 lors de la quatrième Conférence générale de l'Unesco, nouvellement crée en 1945, qu'une résolution
a été adoptée, à l'initiative des Pays-Bas, afin d'attirer l'attention sur la protection des « biens de valeurs culturelles ». L'idée néerlandaise a porté ses fruits étant donné que le Secrétaire de l'UNESCO a entrepris un état des lieux de la question, tandis que la délégation italienne a présenté en 1950 un projet d'une convention internationale. Projet repris puis envoyé aux États membres de l'Unesco qui l'ont discuté et modifié, jusqu'à ce qu'un projet plus abouti soit
proposé à la signature lors d'une conférence intergouvernementale réunie à La Haye d'avril à mai 1954. Cette dernière, qui réunissait 56 États, a définitivement remanié le projet pour y donner la forme que l'on connaît actuellement et qui est entré en vigueur en 1956.

#### Contenu de la Convention de La Haye de 1954

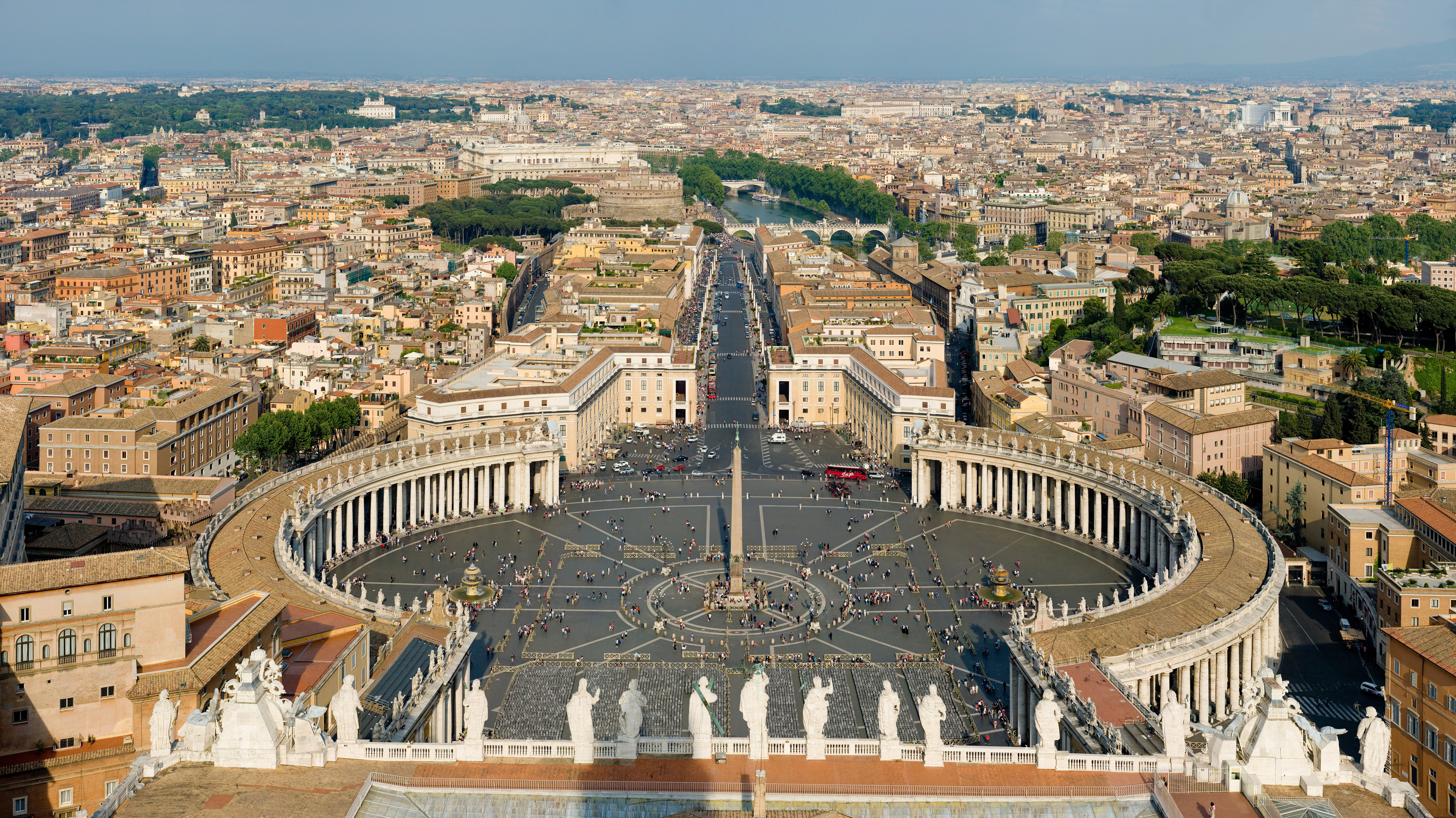
La cité du Vatican, un des « centres monumentaux » placé sous protection spéciale.

Composée de 40 articles, la Convention de la Haye est également accompagnée d'un règlement d’exécution de 21 articles et d'un Protocole additionnel dont l'objectif était « empêcher l'exportation des biens culturels d'un territoire occupé et de prendre des mesures pour assurer la restitution des biens exportés illégalement ». La Convention de la Haye développe dans son préambule, l'idée, déjà succinctement exposée dans le Pacte Roerich, que les biens culturels sont constitutifs de l'humanité car « les atteintes portées aux biens culturels, à quelque peuple qu'ils appartiennent, constituent des atteintes au patrimoine culturel de l'humanité entière, étant donné que chaque peuple apporte sa contribution à la culture mondiale ». Mais contrairement au Pacte Roerich, par exemple, la Convention de la Haye de 1954 élabore une définition englobante des biens culturels remplaçant de fait les énumérations ou les listes présentes dans les textes juridiques précédents. Ainsi, l'article 1 explique que peut être considéré comme bien culturel, « quels que soient leur origine ou leur propriétaire », tout objet remplissant ces exigences : 

« a) les biens, meubles ou immeubles, qui présentent une grande importance pour le patrimoine culturel des peuples, tels que les monuments d'architecture, d'art ou d'histoire, religieux ou laïques, les sites archéologiques, les ensembles de constructions qui, en tant que tels, présentent un intérêt historique ou artistique, les œuvres d'art, les manuscrits, livres et autres objets d'intérêt artistique, historique ou archéologique, ainsi que les collections scientifiques et les collections importantes de livres, d'archives ou de reproductions des biens définis ci-dessus ;

b) les édifices dont la destination principale et effective est de conserver ou d'exposer les biens culturels meubles définis à l'alinéa a), tels que les musées, les grandes bibliothèques, les dépôts d'archives, ainsi que les refuges destinés à abriter, en cas de conflit armé, les biens culturels meubles définis à l'alinéa a) ;

c) les centres comprenant un nombre considérable de biens culturels qui sont définis aux alinéas a) et b), dits « centres monumentaux ». »

Les biens culturels, définis comme tels par l'article premier, bénéficient donc d'une protection devant être mise en place dans les moments de paix mais aussi en période de guerre. Pour ce qui est du patrimoine ne remplissant pas les conditions exprimées dans l'article 1, celui-ci bénéficie toutefois de la protection accordée aux biens civils et non défendus. Quant aux biens culturels, la Convention de 1954 dispose de deux régimes de protection : l'un dit général et un dispositif de protection spéciale.
La protection générale, s'appliquant donc à tous les biens culturels reconnus comme tels par l'article premier de la Convention, s'articule autour de deux obligations : d'un côté, la sauvegarde des biens culturels, qui regroupe les mesures à mettre en place dès le temps de paix, et de l'autre, le respect des biens culturels, qui engage, notamment, les parties au traité à ne pas utiliser les biens culturels à des fins militaires ou à interdire et à faire cesser « tout acte de vol, de pillage ou de détournement [...] ainsi que tout acte de vandalisme » dirigés contre le patrimoine culturel. Cependant, la Convention prévoit également des situations où les belligérants pourraient déroger à ces obligations, une exception possible uniquement dans « les cas où une nécessité militaire exige, d'une manière impérative, une telle dérogation ». Cette clause de nécessité militaire est une conséquence de la nature du droit international humanitaire qui doit faire cohabiter les principes humanitaires au côté des impératifs relatifs à la guerre.
Le deuxième régime de protection établi par la Convention de 1954, la protection spéciale, est quant à lui, réservé à certains biens culturels, devant remplir des conditions très précises pour se voir octroyer ce régime censé mieux protéger les biens culturels. Ainsi, seuls « un nombre restreint de refuges destinés à abriter des biens culturels meubles en cas de conflit armé, de centres monumentaux et d'autres biens culturels immeubles de très haute importance » ont droit à la protection spéciale, encore faut-il qu'ils remplissent deux autres conditions : primo être situés à une « distance suffisante » de tout grand centre industriel ou d'objectif militaire important et secundo ne pas être utilisé à des fins militaires. La protection d'un bien culturel profitant de ce régime « ne peut être levée qu'en des cas exceptionnels de nécessité militaire inéluctable, et seulement aussi longtemps que cette nécessité subsiste », cette décision ne peut être prise que par un responsable militaire important et, si cela est possible, elle doit être notifiée « suffisamment à l'avance » à la partie adverse. La protection spéciale peut également être accordée aux transports chargés du transfert des biens culturels.

### Les Protocoles additionnels de 1977 aux Conventions de Genève de 1949
Face à l'augmentation des conflits armés internes, souvent les plus meurtriers, et dans l'optique de renforcer la protection des victimes de la guerre, deux Protocoles additionnels aux Conventions de Genève de 1949 ont été adoptés en 1977, le premier portant sur les conflits internationaux, et le second sur les conflits non internationaux. Bien que l'ajout de dispositions concernant la protection des biens culturels n'ait pas paru évident, ni aux yeux de certains experts ni aux yeux du CICR qui n'avait rien prévu à ce sujet dans le projet initial, le Protocole de 1977 comprend tout de même deux articles voués à la protection des biens culturels.
L'adjonction de l'article 53 (dans le Protocole I) et de l'article 16 (dans le Protocole II) sert à montrer que la protection du patrimoine culturel est aussi un enjeu humanitaire de premier ordre, comme le rappelle Yves Sandoz, conseiller au CICR, qui synthétise l'apport des Protocoles additionnels à la préservation du patrimoine culturel : « Il s'agit en effet de ne pas isoler la protection des biens culturels en cas de conflit armé des questions plus générales touchant cette protection. Mais il importe aussi, parallèlement, de ne pas séparer la question de la protection des biens culturels en cas de conflit armé des autres problèmes de protection dans ces situations ». Ces deux articles visent également à élargir la protection des biens culturels à un plus grand nombre d’États étant donné qu'un grand nombre de pays n'avaient pas ratifié la Convention de la Haye,. D'ailleurs, les deux Protocoles additionnels ne renouvellent pas les mesures ou les définitions mises en place par cette dernière, et par certains instruments juridiques antérieurs, au contraire il est explicitement signalé dans ces deux articles que les Protocoles additionnels sont « sans préjudice des dispositions de la Convention de La Haye du 14 mai 1954 » et « sous réserve des dispositions de la Convention de La Haye du 14 mai 1954 ». Ainsi, l'article 53 (du Protocole I) et l'article 16 (du Protocole II) rappellent notamment l'interdiction « de commettre tout acte d'hostilité » contre les biens culturels, les deux articles ayant aussi en commun de ne contenir aucune clause de nécessité militaire : ils ne prévoient donc aucune exception à la protection du patrimoine culturel,. Pourtant, le fait qu'ils soient « sans préjudice » de la Convention de 1954 permet aux États parties à la Convention de la Haye et au Protocole additionnel de 1977 d'invoquer la dérogation due à la clause de nécessité militaire présente dans la Convention de la Haye.

## La nécessité d'un signe distinctif voué à la protection des biens culturels
La Déclaration de Bruxelles de 1874 voit la première mention d'un signe distinctif destiné à signaler les biens culturels devant être protégés par les belligérants, l'article 17 notait ainsi que  « le devoir des assiégés est de désigner ces édifices par des signes visibles spéciaux à indiquer d'avance à l'assiégeant ».
Il faut aussi souligner la mention dans les Règlements de 1899 et 1907 et dans les Conventions de la Haye de 1907 de la création d'un signe distinctif qui devait permettre aux différents belligérants de reconnaître les édifices à éviter et à protéger. Déjà l'article 27 du Règlement annexé à la Convention IV de la Haye expliquait que « le devoir des assiégés est de désigner ces édifices ou lieux de rassemblement par des signes visibles spéciaux qui seront notifiés d'avance à l’assiégeant » mais sans décrire ces signes. C'est la Convention IX de la Haye de 1907 qui indique pour la première fois dans son article 5 la configuration du signe distinctif à apposer sur les biens culturels : « le devoir des habitants est de désigner ces monuments [...] par des signes visibles, qui consisteront en grands panneaux rectangulaires rigides, partagés, suivant une des diagonales, en deux triangles de couleur, noire en haut et blanche en bas ». La mention d'un signe distinctif marque un premier pas vers la concrétisation dans la protection accordée aux biens culturels et civils.
De même que dans les Règlements de 1899 et 1907 ou dans les Conventions de la Haye de 1907, le Pacte Roerich mentionne la création d'un signe distinctif visant à indiquer aux belligérants les biens culturels à protéger et à éviter. Cependant, le signe adopté est différent de celui privilégié par l'article 5 de la Convention IX de 1907. Effectivement, le Traité de Washington décrit le symbole qui devra être utilisé par les états adhérents au traité : il s'agira d'un « cercle rouge renfermant une triple sphère, le tout sur fond blanc ». Surnommé la « Bannière de la Paix », ce signe distinctif doit être vu comme l'équivalent de la croix rouge pour ce qui est de la protection du patrimoine et des biens culturels.
La Convention de la Haye de 1954 prévoit également l'emploi d'un signe distinctif autre que celui prévu par le Pacte Roerich. D'ailleurs pour les états qui sont parties aux deux traités, le nouveau motif instauré par le traité de la Haye se substituera à la « Bannière de la Paix ». Décrit dans le langage héraldique comme un « écu, pointu en bas, écartelé en sautoir de bleu-roi et de blanc », il devra être apposé par les états parties sur les biens culturels protégés, sans oublier qu'il pourra aussi être employé par le personnel chargé de la protection de ces biens. De plus, le signe distinctif peut également être répété trois fois (en formation triangulaire) mais uniquement pour des situations précises comme le signalement des biens culturels immeubles placés sous protection spéciale.

Les différents signes distinctifs destinés à la protection des biens culturels
Symbole de la « Bannière de la Paix » du Pacte Roerich
Signe distinctif institué par la Convention de la Haye de 1954
Formation triangulaire de la protection spéciale

## Annexe